# Gil Esteve i Tomàs
Gil Esteve i Tomás (Torà, el Solsonès, 16 de desembre de 1798 - Tortosa, 27 de juliol 1858) fou un prelat català.
Va estudiar a la Universitat de Cervera fins a obtenir el doctorat. Després de ser ordenat sacerdot, desenvolupà diversos càrrecs per nomenament vicari general de Barcelona, diocesi de la qual fou provisor des de 1831, i el 1846 governador de Solsona. Bisbe de San Juan de Puerto Rico el 1848, va prestar grans serveis en aquesta illa i va redactar un pla d'estudis que fou aprovat pel Govern de la metròpoli. A més, va reconstruir la catedral, eixamplar el palau episcopal i reparar setze esglésies.
Greument emmalaltit va retornar a Espanya on va ser nomenat per la cadira de Tarassona el 1855, d'on es va traslladar a Tortosa el 1857. Deixà una Instrucción para el gobierno de los reverendos curas pàrrocos de la diócesis de Solsona, en la recepción, publicación y sacar copias de instrumentos.